# Asters (Symphyotrichum)
Asters (Symphyotrichum) er en slægt med ca. 90 arter, der er udskilt af slægten Aster. Det er enårige urter og stauder, som mest er endemiske i Nordamerika, men mange arter findes i Vestindien, Mellemamerika og Sydamerika og nogle få i Østasien. Det er planter med opret eller opstigende vækst, ofte grenede stængler og smalle, spredtstillede blade med hel eller savtakket rand. Blomsterkurvene sidder endestillet i tætte stande. Frugterne er nødder med fnok. Her omtales kun de arter og krydsninger, som dyrkes i Danmark.
| Beskrevne arter |

- Hjertebladet asters (Symphyotrichum cordifolium)
- Pudeasters (Symphyotrichum dumosum)
- Lyngasters (Symphyotrichum ericoides)
- Sommerens farvel (Symphyotrichum lateriflorum)
- Nybelgisk asters (Symphyotrichum novi-belgii)
- Nyengelsk asters (Symphyotrichum novae-angliae)
- Rødstænglet asters (Symphyotrichum puniceum)
- Prærieasters (Symphyotrichum turbinellum)

| Hybrider |

- Broget asters (Symphyotrichum x versicolor)
- Pilebladet asters (Symphyotrichum x salignum)

| Andre arter |

- Symphyotrichum adnatum,
- Symphyotrichum amethystinum,
- Symphyotrichum anomalum,
- Symphyotrichum anticostense,
- Symphyotrichum ascendens,
- Symphyotrichum batesii,

- Symphyotrichum boreale,
- Symphyotrichum bullatum,
- Symphyotrichum burgessii,

- Symphyotrichum campestre,
- Symphyotrichum carnerosanum,
- Symphyotrichum chapmanii,
- Symphyotrichum chilense,
- Symphyotrichum ciliatum,
- Symphyotrichum ciliolatum,
- Symphyotrichum columbianum,
- Symphyotrichum concolor,
- Symphyotrichum cusickii,

- Symphyotrichum defoliatum,
- Symphyotrichum depauperatum,
- Symphyotrichum drummondii,
- Symphyotrichum eatonii,
- Symphyotrichum elliottii,
- Symphyotrichum eulae,
- Symphyotrichum expansum,

- Symphyotrichum falcatum,
- Symphyotrichum fendleri,
- Symphyotrichum finkii,
- Symphyotrichum firmum,
- Symphyotrichum foliaceum,
- Symphyotrichum fontinale,
- Symphyotrichum frondosum,

- Symphyotrichum georgianum,
- Symphyotrichum glabrifolium,
- Symphyotrichum graminifolium,
- Symphyotrichum grandiflorum,
- Symphyotrichum gravesii,
- Symphyotrichum greatae,
- Symphyotrichum gypsophilum,

- Symphyotrichum hallii,
- Symphyotrichum hendersonii,
- Symphyotrichum hesperium,
- Symphyotrichum hintonii,

- Symphyotrichum jessicae,

- Symphyotrichum kralii,

- Symphyotrichum laeve,
- Symphyotrichum lanceolatum,
- Symphyotrichum laurentianum,
- Symphyotrichum lentum,
- Symphyotrichum leone,
- Symphyotrichum longulum,
- Symphyotrichum lucayanum,

- Symphyotrichum martii,
- Symphyotrichum molle,
- Symphyotrichum moranense,

- Symphyotrichum nahanniense,

- Symphyotrichum oblongifolium,
- Symphyotrichum ontarionis,
- Symphyotrichum oolentangiense,

- Symphyotrichum parviceps,
- Symphyotrichum parviflorum,
- Symphyotrichum patagonicum,
- Symphyotrichum patens,
- Symphyotrichum patulum,
- Symphyotrichum peteroanum,
- Symphyotrichum phlogifolium,
- Symphyotrichum pilosum,
- Symphyotrichum plumosum,
- Symphyotrichum porteri,
- Symphyotrichum potosinum,
- Symphyotrichum praealtum,
- Symphyotrichum pratense,
- Symphyotrichum prenanthoides,
- Symphyotrichum priceae,
- Symphyotrichum pygmaeum,

- Symphyotrichum racemosum,
- Symphyotrichum regnellii,
- Symphyotrichum retroflexum,
- Symphyotrichum robynsianum,

- Symphyotrichum salignum,
- Symphyotrichum sericeum,
- Symphyotrichum shortii,
- Symphyotrichum simmondsii,
- Symphyotrichum spathulatum,
- Symphyotrichum squamatum,
- Symphyotrichum subgeminatum,
- Symphyotrichum subspicatum,
- Symphyotrichum subulatus,

- Symphyotrichum tardiflorum,
- Symphyotrichum tenuifolium,
- Symphyotrichum tradescantii,
- Symphyotrichum trilineatum,

- Symphyotrichum undulatum,
- Symphyotrichum urophyllum,

- Symphyotrichum vahlii,
- Symphyotrichum versicolor,

- Symphyotrichum walteri,
- Symphyotrichum welshii,
- Symphyotrichum woldenii,

- Symphyotrichum yukonense

## Note
1. ↑  The Plant List, version 1.1. (2013) Arkiveret 23. maj 2019 hos  Wayback Machine (engelsk)